# Кубок Андорри з футболу 2013
Кубок Андорри з футболу 2013 — 21-й розіграш кубкового футбольного турніру в Андоррі. Переможцем вперше став Уніо Еспортива.

## Календар
| Раунд        | Дата                      | Матчі | Клуби   |
| ------------ | ------------------------- | ----- | ------- |
| Перший раунд | 13 січня 2013             | 4     | 20 → 16 |
| Другий раунд | 27 січня 2013             | 4     | 16 → 12 |
| Третій раунд | 24 лютого 2013            | 4     | 12 → 8  |
| 1/4 фіналу   | 28 квітня/5-6 травня 2013 | 8     | 8 → 4   |
| 1/2 фіналу   | 12/19 травня 2013         | 4     | 4 → 2   |
| Фінал        | 26 травня 2013            | 1     | 2 → 1   |

## Перший раунд
| Команда 1               | Рахунок         | Команда 2           |
| ----------------------- | --------------- | ------------------- |
| 13 січня 2013           |                 |                     |
| Ранжерс (2)             | 9:0             | Пенья Енкарнада (2) |
| Ла-Массана (2)          | 3:3 дч пен. 3:1 | Екстременья (2)     |
| Атлетік (Ескальдес) (2) | 3:2             | Санта-Колома II (2) |
| Енкамп II (2)           | 5:4             | Принсіпат II (2)    |

## Другий раунд
| Команда 1               | Рахунок | Команда 2                      |
| ----------------------- | ------- | ------------------------------ |
| 27 січня 2013           |         |                                |
| Атлетік (Ескальдес) (2) | 3:5 дч  | Ордіно (2)                     |
| Енкамп II (2)           | 4:1     | Каса Естрелла дель Бенфіка (2) |
| Ранжерс (2)             | 2:1 дч  | Лузітанос II (2)               |
| Ла-Массана (2)          | 2:5     | Уніо Еспортива II (2)          |

## Третій раунд
| Команда 1             | Рахунок | Команда 2                   |
| --------------------- | ------- | --------------------------- |
| 2 лютого 2013         |         |                             |
| Ранжерс (2)           | 0:7     | Принсіпат                   |
| Ордіно (2)            | 2:0     | Інтер (Ескальдес-Енгордань) |
| Енкамп II (2)         | 0:4     | Енкамп                      |
| Уніо Еспортива II (2) | 0:6     | Енгордані                   |

## 1/4 фіналу
| Команда 1               | Заг. | Команда 2      | 1-й матч | 2-й матч |
| ----------------------- | ---- | -------------- | -------- | -------- |
| 28 квітня/5 травня 2013 |      |                |          |          |
| Принсіпат               | 1:8  | Уніо Еспортива | 0:1      | 1:7      |
| Енкамп                  | 1:3  | Санта-Колома   | 1:0      | 0:3      |
| Енгордані               | 0:19 | Сан-Жулія      | 0:7      | 0:12     |
| 28 квітня/6 травня 2013 |      |                |          |          |
| Ордіно (2)              | 1:5  | Лузітанос      | 0:2      | 1:3      |

## 1/2 фіналу
| Команда 1         | Заг. | Команда 2    | 1-й матч | 2-й матч |
| ----------------- | ---- | ------------ | -------- | -------- |
| 12/19 травня 2013 |      |              |          |          |
| Сан-Жулія         | 2:1  | Лузітанос    | 0:0      | 2:1      |
| Уніо Еспортива    | 6:0  | Санта-Колома | 3:0      | 3:0      |

## Фінал
| 26 травня 2013 18:00 (UTC+2) |

| Уніо Еспортива                 | 3:2 дч   | Сан-Жулія                |
| ------------------------------ | -------- | ------------------------ |
| Рубіо 24', 89' Луїш Мігель 94' | Протокол | Фабіо Серра 6' Вейга 26' |

| Комуналь д'Айшовалль, Айшоваль Арбітр: Руй Мігель Мачіель де Квейрос |